# Leyat
Leyat – francuskie przedsiębiorstwo branży motoryzacyjnej, której założycielem był Marcel Leyat, znane głównie dzięki wyprodukowaniu pojazdu Leyat Hélica.